# Ацано Мела
Ацано Мела (итал. Azzano Mella) је насеље у Италији у округу Бреша, региону Ломбардија.
Према процени из 2011. у насељу је живело 2854 становника. Насеље се налази на надморској висини од 93 м.

## Становништво
Према резултатима пописа становништва 2011. у општини је живело 2.969 становника.
| 1931. | 1936. | 1951. | 1961. | 1971. | 1981. | 1991. | 2001. | 2011. |
| ----- | ----- | ----- | ----- | ----- | ----- | ----- | ----- | ----- |
| 1.719 | 1.894 | 2.063 | 1.645 | 1.411 | 1.463 | 1.483 | 1.859 | 2.969 |